# Saison 4 de Star Trek: Voyager
Chronologie
Saison 3 Saison 5
Cet article présente le guide de la quatrième saison de la série télévisée Star Trek: Voyager.

## Épisodes

### Épisode 1:Scorpion:2epartie
- Titre original : Scorpion - Part Two
- Numéro(s) : 69 (4–1) / Prod° :
- Scénariste(s) : Brannon Braga et Joe Menosky
- Réalisateur(s) : Winrich Kolbe
- Diffusion(s) : 
  -  États-Unis :
  -  France :
- Date stellaire : Inconnue
- Invité(es) : Kes (Jennifer Lien)
- Résumé : Entre l'hostilité des Borgs et des vaisseaux de l'espèce 8472, le capitaine du Voyager fait le choix de lier une alliance avec le collectif des Borgs pour venir à bout d'un ennemi commun. En échange de cette amnistie, Tuvok et Janeway travailleront sur une arme de concert avec les Borgs à bord de l'un des cubes et permettra au « Voyager » de traverser l'espace Borg sans être inquiété par eux. Comme le cube Borg dans lequel ils étaient se fait attaquer, les Borgs décident d'envoyer à bord du « Voyager » une dizaine de Borgs dont Seven of Nine, l'officier de liaison, mais l'entente se passe mal...
- Commentaire(s) : Première apparition de Seven of Nine. L'espèce 8472 est télépathique, ce qui cause des troubles à Kes.

### Épisode 2:Le Don
- Titre original : The Gift
- Numéro(s) : 70 (4–2) / Prod° :
- Scénariste(s) : Joe Menosky
- Réalisateur(s) : Anson Williams
- Diffusion(s) : 
  -  États-Unis :
  -  France :
- Date stellaire :
- Invité(es) : Jennifer Lien (Kes)
- Résumé : Les pouvoirs de Kes se développent tellement qu'elle met le vaisseau en danger. Pendant ce temps, Seven of Nine coupée du collectif Borg prend progressivement une allure plus humaine avec l'aide du docteur, ce qui la déroute au plus haut point, si bien qu'elle refuse son humanité. Quant à Kes elle quitte le vaisseau à bord d'une navette et fait faire au vaisseau un bond de 9500 années lumière qui l'emmène en dehors de l'espace Borg.
- Commentaire(s) : Tout à la fin de l'épisode, Seven of Nine a son apparence définitive, ce qui fera dire à Kate Mulgrew, en privé, que la série allait avoir beaucoup plus de fans.

### Épisode 3:Le Jour de l'honneur
- Titre original : Day of Honor
- Numéro(s) : 71 (4–3) / Prod° :
- Scénariste(s) : Jeri Taylor
- Réalisateur(s) : Jesús Salvador Treviño
- Diffusion(s) : 
  -  États-Unis :
  -  France :
- Date stellaire :
- Invité(es) : Alexander Enberg, Alan Altshuld, Michael A. Krawic, Kevin P. Stillwell
- Résumé : B'Elanna hésite à suivre une tradition klingonne « La Fête de l'honneur ». Le Voyager croise la route des Caatatis, un peuple dont la grande majorité a été assimilée par les Borgs. Ils sont en manque de thorium pour leurs vaisseaux, de nourriture et de médicaments. À la suite du largage dans l'espace de la chambre intermix pour éviter une explosion du Voyager, B'Elanna et Tom Paris partent en mission à bord d'une navette pour la récupérer, mais la situation va dégénérer.
- Commentaire(s) : C'est dans cet épisode qu'ils s'avouent leur amour.

### Épisode 4:Nemesis
- Titre original : Nemesis
- Numéro(s) : 72 (4–4) / Prod° :
- Scénariste(s) : Kenneth Biller
- Réalisateur(s) : Alexander Singer
- Diffusion(s) : 
  -  États-Unis :
  -  France :
- Date stellaire :  51082.4
- Invité(es) : Michael Mahonen, Matt E. Levin, Nathan Anderson, Peter Vogt, Booth Colman, Meghan Murphy
- Résumé : Le commandant Chakotay se retrouve perdu sur une planète en guerre. Malgré l'interdiction formulée dans la Directive Première, il participe progressivement à ce conflit.
- Commentaire(s) :

### Épisode 5:Révulsion
- Titre original : Revulsion
- Numéro(s) : 73 (4–5) / Prod° :
- Scénariste(s) : Lisa Klink
- Réalisateur(s) : Kenneth Biller
- Diffusion(s) : 
  -  États-Unis :
  -  France :
- Date stellaire : 51186.2
- Invité(es) :  Leland Orser
- Résumé : Le Voyager reçoit un message de détresse provenant d'un hologramme, seul survivant de son vaisseau. B'Elanna et le docteur partent lui porter secours. Parallèlement, Harry doit travailler avec Seven of Nine, et cela le met mal à l'aise.
- Commentaire(s) : On connaît la date stellaire grâce au journal personnel de l'enseigne Kim.

### Épisode 6:Le Corbeau
- Titre original : The Raven
- Numéro(s) : 74 (4–6) / Prod° :
- Scénariste(s) : Bryan Fuller
- Réalisateur(s) : LeVar Burton
- Diffusion(s) : 
  -  États-Unis :
  -  France :
- Date stellaire :
- Invité(es) :Richard J. Zobel, Jr., Mickey Cottrell
- Résumé : Alors que le Capitaine Janeway négocie un parcours à travers le territoire B’omar afin de gagner 3 mois de voyage, Seven of Nine a des flashbacks de son assimilation par les Borgs avec la vision d’un grand corbeau. Sa nature Borg refait surface et elle quitte le Voyager à bord d’une navette. La délégation B’omar refuse que le Voyager empiète sur leur territoire pour retrouver Seven of Nine sous peine d’être détruit. L’équipage du Voyager cherche à comprendre la raison du comportement de Seven of Nine.
- Commentaire(s) : On en sait un peu plus sur l'histoire de Seven of Nine grâce à cet épisode qui relate le moment où elle et ses parents sont entrés dans le collectif Borg.

### Épisode 7:Méthode scientifique
- Titre original : Scientific Method
- Numéro(s) : 75 (4–7) / Prod° : 175
- Scénariste(s) : Sherry Klein et Harry 'Doc' Kloor
- Réalisateur(s) : David Livingston
- Diffusion(s) : 
  -  États-Unis : 29 octobre 1997
  -  France :
- Date stellaire : 51244.3
- Invité(es) : Rosemary Forsyth, Annette Helde
- Résumé : La relation entre B’Elanna et Tom n’étant pas assez discrète, presque tout le vaisseau est bientôt au courant, ce qui irrite le Capitaine Janeway. Parallèlement, les membres de l’équipage sont touchés les uns après les autres par des mutations génétiques qui provoquent toutes sortes de maladies, certaines pouvant être mortelles. Avec l’aide de Seven of Nine, le docteur essaie de découvrir qui est à l’origine de ces effets néfastes et de contrecarrer leurs plans.
- Commentaire(s) :

### Épisode 8:L'Année de l'enfer, première partie
- Titre original : Year of Hell - Part One
- Numéro(s) : 76 (4–8) / Prod° : 176
- Scénariste(s) : Allan Kroeker
- Réalisateur(s) : Brannon Braga and Joe Menosky
- Diffusion(s) :  
  -  États-Unis : 5 novembre 1997
  -  France :
- Date stellaire :
- Invité(es) :  Kurtwood Smith et John Loprieno
- Résumé : Le vaisseau Voyager doit traverser un espace dont les habitants sont en guerre. Le capitaine sympathise avec l'une des races dirigeantes quand soudainement le présent change et bouleverse totalement l'ordre des choses. De ce fait, leurs "amis" disparaissent et leurs "ennemis" jusqu'alors très faibles, se retrouvent très puissamment armés. Il s'ensuit une guerre interminable qui va presque détruire complètement le vaisseau Voyager.
- Commentaire(s) :

### Épisode 9:L'Année de l'enfer, deuxième partie
- Titre original : Year of Hell - Part Two
- Numéro(s) : 77 (4–9) / Prod° : 177
- Scénariste(s) : Mike Vejar
- Réalisateur(s) : Brannon Braga and Joe Menosky
- Diffusion(s) : 
  -  États-Unis : 12 novembre 1997
  -  France :
- Dates stellaires : 51425.2 ; 51682.2 ; 51252.3
- Invité(es) :  Kurtwood Smith et John Loprieno
- Résumé : Le commander Chakotay et Tom Paris sont toujours retenus prisonniers, mais si Chakotay semble sympathiser avec l'ennemi, Paris fomente une rébellion avec l'aide de l'équipage qui en a marre d'obéir aux ordres d'un capitaine devenu irrationnel. À bord du vaisseau Voyager (qui ne cesse de se détériorer), il ne reste que les officiers supérieurs. Tuvok est devenu aveugle et ne se déplace qu'avec Seven, quant au capitaine Janeway, elle résiste en dépit des recommandations du docteur qui veut la démettre de ses fonctions.
- Commentaire(s) : On aperçoit à la fin la femme pour laquelle tout a commencé et pour laquelle tout risque de recommencer.

### Épisode 10:Vol de souvenirs
- Titre original : Random Thoughts
- Numéro(s) : 78 (4–10) / Prod° : 178
- Scénariste(s) : Kenneth Biller
- Réalisateur(s) : Alexander Singer
- Diffusion(s) : 
  -  États-Unis : 19 novembre 1997
  -  France :
- Date stellaire : 51367.2
- Invité(es) : Gwynyth Walsh et Wayne Péré
- Résumé : L'équipage du Voyager prend un peu de repos et commerce sur une planète de télépathes. Toute violence a disparu de cette planète. Alors que la capitaine Janeway et B'Elanna Torres sont en train de commercer, cette dernière se fait bousculer. Peu après, la violence commence à se répandre à nouveau sur la planète. B'Elanna est arrêtée. Tuvok enquête.
- Commentaire(s) :

### Épisode 11:Premier Vol
- Titre original : Concerning Flight
- Numéro(s) : 79 (4–11) / Prod° : 179
- Scénariste(s) : Jimmy Diggs et Joe Menosky
- Réalisateur(s) : Jesús Salvador Treviño
- Diffusion(s) : 
  -  États-Unis : 26 novembre 1997
  -  France :
- Dates stellaire : 51392.7 ; 51408.3
- Invité(es) : John Vargas et Don Pugsley
- Résumé : Le Voyager se fait attaquer et des pièces coûteuses de haute technologie sont volées par téléportation - y compris l'émetteur du docteur et le programme de Léonard de Vinci. Le capitaine Janeway et Tuvok partent sur une planète commerçante où certains de leurs objets volés ont été repérés.
- Commentaire(s) :

### Épisode 12:La Vie après la mort
- Titre original : Mortal Coil
- Numéro(s) : 80 (4–12) / Prod° : 180
- Scénariste(s) : Bryan Fuller
- Réalisateur(s) : Allan Kroeker
- Diffusion(s) : 
  -  États-Unis : 17 décembre 1997
  -  France :
- Date stellaire : 51449.2
- Invité(es) : Nancy Hower et Brooke Stephens
- Résumé : Neelix meurt. Seven le ramène à la vie après 18 heures grâce à la technologie Borg. Neelix remet en cause toutes les croyances qui lui ont été inculquées.
- Commentaire(s) :

### Épisode 13:Rêves éveillés
- Titre original : Waking Moments
- Numéro(s) : 81 (4–13) / Prod° : 182
- Scénariste(s) : André Bormanis
- Réalisateur(s) : Alexander Singer
- Diffusion(s) : 
  -  États-Unis : 14 janvier 1998
  -  France :
- Date stellaire : 51471.3
- Invité(es) : Mark Colson (Alien), Jennifer Gundy (Enseigne)
- Résumé : L’équipage se retrouve de plus en plus dans un sommeil profond. Ce sont des aliens qui se nourrissent des rêves et cauchemars et prennent progressivement le contrôle de tous les visiteurs qui traversent leur espace.
- Commentaire(s) : C'est grâce à une technique indienne de rêve conscient que Chakotay arrive à venir à bout de ces aliens. Le maquillage alien a déjà été vu et ressemble un peu trop à ce qui a été fait par le passé, heureusement, l'originalité et la qualité du scénario parviennent à faire oublier en partie ce défaut. Roxann Dawson porte désormais une veste sur son uniforme (reconnaissable à ses outils dans la poche) pour dissimuler sa grossesse et ne sera plus filmée en pied jusqu'à la fin de la saison.

### Épisode 14:Le Message dans la bouteille
- Titre original : Message in a Bottle
- Numéro(s) : 82 (4–14) / Prod° : 181
- Scénariste(s) : Histoire de Rick Williams écrit par Lisa Klink
- Réalisateur(s) : Nancy Malone
- Diffusion(s) : 
  -  États-Unis : 21 janvier 1998
  -  France :
- Date stellaire : inconnue
- Invité(es) : Judson Scott (Comander Rekar), Valerie Wildman (Nevala), Andy Dick (HMU série 2), Tiny Ron (Hirogen)
- Résumé : Seven a détecté un vaisseau de la fédération qui se trouve dans le secteur Alpha proche du secteur Delta. Le docteur est envoyé par transmission dans le vaisseaux Prometheus (Prométhée en français) mais des Romuliens ont pris le contrôle de ce  vaisseau prototype de Starfleet car il contient un système d'attaque révolutionnaire. Dans sa tentative de reprendre le contrôle du vaisseau, le Docteur va découvrir le HMU 2ème génération.
- Commentaire(s) : Seven découvre les stations relais étrangères qui serviront à d'autres scénarios. Andy Dick est un excellent ami de Robert Picardo, de ce fait, Robert était ravi de travailler avec lui. Le docteur sera de nouveau envoyé dans la quadrant Alpha dans un épisode de la saison 7. 1er contact avec le secteur Alpha pour dire que l'équipage du vaisseau Voyager est toujours en route pour rentrer. 1ère fois que l'on voyait dans cette série les nouveaux uniformes de Starfleet. 1ère apparition des Hirogens qui auront une influence lors des prochains scénarios. Valerie Wildman est tellement maquillée que l'on ne peut la reconnaître sous son maquillage de Romulienne.

### Épisode 15:Les Chasseurs
- Titre original : Hunters
- Numéro(s) : 83 (4–15) / Prod° : 183
- Scénariste(s) : Jeri Taylor
- Réalisateur(s) : David Livingston
- Diffusion(s) : 
  -  États-Unis : 11 février 1998
  -  France :
- Date stellaire : 51501.4
- Invité(es) : Tiny Ron (Hirogen 1), Roger W Morrissey (Hirogen 2)
- Résumé : "Voyager" reçoit un message très important de Starfleet, mais ce message est très incomplet. En fait, il a été bloqué par une des stations relais dont les Hirogens ont fait main basse. Cependant, une des stations relais ne cesse d'envoyer des lettres, et bien qu'il n'y ait personne à bord, l'énergie émise par la station empêche « Voyager » de trop s'en approcher. Comme les messages se dégradent rapidement, Seven suggère de s'en approcher avec une navette. Elle s'y rend donc en compagnie de Tuvok, mais les Hirogens ne sont pas loin et les font prisonniers.
- Commentaire(s) : Les Hirogens sont des chasseurs nés et ont de nombreuses espèces squelettiques dans leurs vaisseaux, de par ce fait, ils ressemblent beaucoup aux Predators même si ce n'est pas physiquement. Ces 1ers Hirogens sont très grands et possèdent devant la bouche un boitier qui synthétise la voix. Ces boitiers ne feront par la suite plus partie de l'équipement Hirogen et les prochains chasseurs seront de taille normale. Les stations relais sont estimées avoir 100 000 ans mais bizarrement, elle ressemble à la station du Pourvoyeur (épisode pilote). Chakotay annonce à B'Elanna la guerre contre le Dominion sans la nommer, et donc la fin du maquis et des maquisards.

### Épisode 16:La Proie
- Titre original : Prey
- Numéro(s) : 84 (4–16) / Prod° : 184
- Scénariste(s) : Brannon Braga
- Réalisateur(s) : Allan Eastman
- Diffusion(s) : 
  -  États-Unis : 18 février 1998
  -  France :
- Date stellaire : 51652.3
- Invité(es) : Chasseur Hirogène (Clint Carmichael), Chasseur alpha (Tony Todd)
- Résumé : Les Hirogènes poursuivent une proie extrêmement dangereuse qui va les mener jusqu'au vaisseau Voyager. Cette proie est en fait un survivant oublié dans notre espace de l'espèce 8472.
- Commentaire(s) : Seven of Nine s'oppose encore plus violemment au capitaine Janeway que dans aucun autre épisode. Les Hirogènes ne portent déjà plus de synthétiseur vocal.

### Épisode 17:Accusations
- Titre original : Retrospect
- Numéro(s) : 85 (4–17) / Prod° : 185
- Scénariste(s) : Histoire de Andrew Shepard Price et Mark Gaberman, écrit par Bryan Fuller et Lisa Klink
- Réalisateur(s) : Jesus Salvador Trevino
- Diffusion(s) : 
  -  États-Unis : 25 février 1998
  -  France :
- Date stellaire : 51679.4
- Invité(es) : Kovin (Michael Horton), le magistrat (Adrian Sparks)
- Résumé : Kovin, un amical extraterrestre vend des armes sur le "Voyager" et fait affaire avec le capitaine. En essayant d'adapter ces armes au "Voyager", Kovin reçoit un coup de la part de Seven of nine énervée par cet homme. Or il s'avère après examen que Seven semble avoir été violée par kovin quelque temps auparavant, même si elle ne s'en souvient plus, en extrayant de la technologie Borg de son corps.
- Commentaire(s) :

### Épisode 18:Le Jeu de la mort: 1epartie
- Titre original : The Killing Game - Part One
- Numéro(s) : 86 (4–18) / Prod° : 186
- Scénariste(s) : Brannon Braga & Joe Menosky
- Réalisateur(s) : David Livingston
- Diffusion(s) : 
  -  États-Unis : 4 mars 1998
  -  France :
- Date stellaire : inconnue
- Invité(es) : Hirogen alpha (Danny Goldring), Hirogen sous officer nazi (Mark Deakins), médecin Hirogen (Mark Metcalf), officier allemand (J. Paul Boehmer), jeune Hirogen (Paul S. Eckstein)
- Résumé : Les Hirogènes ont pris le Voyager. Ils ont alors installé un implant cortical sur les membres de l'équipage et les font participer dans le cadre d'une expérience à des programmes holodecks d'une rare violence.
- Commentaire(s) : Jeri Ryan chante plusieurs chansons façon pin-up de cabaret avec talent. Roxann Dawson apparaît en pied pour la 1ère fois depuis des mois ce qui permet enfin de l'observer enceinte. On voit passer une 2CV Charleston noire et rouge devant le QG allemand quand B’Elanna s’y rend, puis à un autre moment, la nuit. La 2 CV n’a commencé à être commercialisée qu’en octobre 1948, soit 3 ans après la fin de la seconde guerre mondiale ! Le modèle Charleston est une série limitée commercialisée entre 1980 et 1990, donc très longtemps après la seconde guerre mondiale !

### Épisode 19:Le Jeu de la mort:2epartie
- Titre original : The Killing Game - Part Two
- Numéro(s) : 87 (4–19) / Prod° : 187
- Scénariste(s) : Brannon Braga & Joe Menosky
- Réalisateur(s) : David Livingston
- Diffusion(s) : 
  -  États-Unis : 4 mars 1998
  -  France :
- Date stellaire : 51715.2
- Invité(es) :
- Résumé : Le docteur réussit à débrancher l'implant cortical de Seven of Nine. Celle-ci prend alors conscience qu'elle est dans une simulation holodeck. De leur côté dans le holodeck 2 Janeway et les autres se préparent à aider les Américains qui viennent libérer Sainte-Claire. (Ils sont dans une simulation de l'occupation durant la seconde guerre mondiale), Mais Janeway et Tuvok nourrissent des doutes sur la fiabilité et surtout la loyauté de Seven of Nine.
- Commentaire(s) :

### Épisode 20:Vis-à-vis
- Titre original : Vis-à-Vis
- Numéro(s) : 88 (4–20) / Prod° : 188
- Scénariste(s) : Robert j. Doherty
- Réalisateur(s) : Jesus Salvador Trevino
- Diffusion(s) : 
  -  États-Unis : 8 avril 1998
  -  France :
- Dates stellaires : 51762.4 ; 51775.2
- Invité(es) : Steth (Dan Butler), Daelen (Mary Elizabeth McGlynn)
- Résumé : Lassé de sa routine quotidienne, Tom Paris se découvre une amitié avec un étranger en perdition et disposé à partager une nouvelle méthode de propulsion pour le Voyager. Hélas car l'étranger change de corps avec Tom le laissant repartir sur son propre vaisseau, alors que l'étranger dans la nouvelle peau de Tom fait des vagues dans ses relations personnelles et professionnelles sur Voyager.
- Commentaire(s) :

### Épisode 21:La Directive Omega
- Titre original : The Omega Directive
- Numéro(s) : 89 (4–21) / Prod° : 189
- Scénariste(s) : Histoire de Jimmy Diggs et Steve J. Kay, écrit par Lisa Klink
- Réalisateur(s) : Victor Lobl
- Diffusion(s) : 
  -  États-Unis : 15 avril 1998
  -  France :
- Date stellaire : 51781.2
- Invité(es) : Jeff Austin (Allos, scientifique quantique de la civilisation pré-distortion)
- Résumé : Le Voyager, reçoit subitement une alerte oméga. Nul à bord ne sait ce que c'est à part le Capitaine Janeway. Il s'agit d'un protocole ultra secret connus des seuls capitaines de vaisseaux. Avec l'aide de Seven of Nine qui connait ce protocole du fait que les Borgs ont assimilé plusieurs capitaines de Starfleet elle commence à donner des ordres sans en donner d'explications. Mais l'équipage s'interroge et spécule. D'autre part Seven n'est pas d'accord avec Janeway et les ordres stricts de la "Directive Oméga".
- Commentaire(s) : Dans cet épisode Seven of Nine a une expérience que l'on peut qualifier de mystique.

### Épisode 22:Inoubliable
- Titre original : Unforgettable
- Numéro(s) : 90 (4–22) / Prod° : 190
- Scénariste(s) : Greg Elliot & Michael Perricone
- Réalisateur(s) : Andrew J. Robinson
- Diffusion(s) : 
  -  États-Unis : 22 avril 1998
  -  France :
- Date stellaire : 51813.4 (date de fin, environ 1 mois après le début)
- Invité(es) : Virginia Madsen (Kellin), Michael Canavan (Curneth)
- Résumé : le Voyager détecte un combat spatial invisible, et vient en secours à l'un des protagonistes, une femme, qui semble bien connaître le Voyager, et en particulier Chakotay. Or celui-ci ne se souvient pas d'elle, pas plus que le reste de l'équipage.
- Commentaire(s) : Andrew J. Robinson le réalisateur de l'épisode est Garak (Elim Garak), l'aimable tailleur cardassien de la station Deep space nine. Il y a une erreur de traduction lorsque Tuvok, Seven et Kellin comparent le journal de navigation du Voyager et du vaisseau de Kellin. Tuvok dit en français : « Affichez la route du Voyager dans le quadrant Alpha », ce qui est faux puisqu’ils sont dans le quadrant Delta. Or, en anglais Tuvok dit bien : "Dispaly Voyager’s route toward the Alpha quadrant", c’est-à-dire « vers », « en direction de ».

### Épisode 23:La Preuve vivante
- Titre original : Living Witness
- Numéro(s) : 91 (4–23) / Prod° : 191
- Scénariste(s) : Histoire de Brannon Braga, écrit par Bryan Fuller, Brannon Braga et Joe Menosky
- Réalisateur(s) : Tim Russ
- Diffusion(s) : 
  -  États-Unis : 29 avril 1998
  -  France :
- Date stellaire : inconnue
- Invité(es) : Henry Woronicz (Quarren, le directeur du musée Kyrien), Rod Arrants (Daleth, l’ambassadeur Vaskien), Craig Richard Nelson (Juge Vaskien), Marie Chambers (Juge Kyrien), Brian Fitzpatrick (Tedran), Morgan H. Margolis (le visiteur Vaskien du musée)
- Résumé : Sept cents ans après que le Voyager a quitté une planète, ses membres d’équipages sont haïs et faussement dépeints comme les instigateurs d’une violente guerre civile. Lorsque le programme Holographique Médical d’Urgence du vaisseau est activé, le Docteur est bien décidé à faire rentrer les choses dans l’ordre.
- Commentaire(s) : Cet épisode montre à la fin qu'en fait cette histoire a déjà plusieurs centaines d'années.

### Épisode 24:Démon
- Titre original : Demon
- Numéro(s) : 92 (4–24) / Prod° : 192
- Scénariste(s) : Histoire d'André Bormanis, écrit par Kenneth Biller
- Réalisateur(s) : Anson Williams
- Diffusion(s) : 
  -  États-Unis : 6 mai 1998
  -  France :
- Date stellaire : inconnue
- Invité(es) : Alexander Enberg (Enseigne Vorik)
- Résumé : Le vaisseau vole grâce à ses dernières réserves d'énergie, il faut donc que l'équipage aille au plus vite chercher du Deutérium sur une planète de classe "démon", autrement dit une planète hostile aux humains du fait de ses vapeurs toxiques et des acides qui composent son atmosphère. Heureusement Seven of Nine arrive à en détecter une et Tom Paris et Harry Kim sont volontaires pour se poser sur la planète. Hélas les combinaisons de Tom et Harry vont être percées...
- Commentaire(s) : Épisode qui semble sans importance, mais qui l'est pourtant car il est en fait la première partie d'un épisode se déroulant beaucoup plus tard.

### Épisode 25:Seule
- Titre original : One
- Numéro(s) : 93 (4–25) / Prod° : 193
- Scénariste(s) : Jeri Taylor
- Réalisateur(s) : Kenneth Biller
- Diffusion(s) : 
  -  États-Unis : 13 mai 1998
  -  France :
- Dates stellaires : 51929.3, 51932.4
- Invité(es) : Wade Williams (Trajis Lo-Tarik), Ron Ostrow  (drone Borg)
- Résumé : Le vaisseau doit traverser une nébuleuse qui ne peut être contournée du fait de sa taille énorme. À peine le vaisseau y est-il entré que ses effets nocifs se font ressentir causant la mort quasi immédiate d'un officier de la passerelle. Le docteur trouve la solution et met tout le monde dans des caissons de survie le temps de traverser la nébuleuse. Seuls Seven of Nine et le docteur ne semblent pas affectés et doivent mener à bien la traversée qui ne prendra qu'un mois. Malheureusement, le dispositif permettant au docteur de se déplacer se détraque et il ne reste que Seven aux commandes du vaisseau dont l'ordinateur ne tarde pas à se détraquer lui aussi.
- Commentaire(s) : La question essentielle est d'où peuvent bien sortir ces 150 caissons dont ils disposent du jour au lendemain ? L'épisode montre comment Seven of Nine en vient à être plus sociable avec le reste de l'équipage. Seven parle d'un moment où elle s'est retrouvée coupé du collectif Borg alors qu'elle était encore Borg et cela sera le sujet d'un autre épisode plus tard dans la série.

### Épisode 26:Peur et Espoir
- Titre original : Hope and Fear
- Numéro(s) : 94 (4–26) / Prod° : 194
- Scénariste(s) : Histoire de Rick Berman, Brannon Braga et Joe Menosky, écrit par Brannon Braga et Joe Menosky
- Réalisateur(s) : Winrich Kolbe
- Diffusion(s) : 
  -  États-Unis : 20 mai 1998
  -  France :
- Dates stellaires : 51978.2, 51981.6
- Invité(es) : Ray Wise (Arturis), Jack Shearer (Amiral Hayes)
- Résumé : Le Voyager accueille à bord un étranger dont la spécialité est la traduction linguistique. Il décode le message de Starfleet qui révèle des données sur le Quadrant Delta, un message vidéo et les coordonnées d'un vaisseau expérimental de la Fédération qui ramènera l'équipage sur Terre...
- Commentaire(s) : Le Voyager découvre la navigation du "souffle quantique", "quantum slipstream" en anglais, "slipstream" signifiant "sillage", littéralement "glissement de flux". Une autre traduction possible de "quantum slipstream drive" (expression en anglais pour cette technologie) est "moteur à sillage quantique". Dans l'épisode 6 de la saison 5, la traduction française dans la bouche du capitaine Janeway est "moteur quantique intrasillage". Les conséquences géopolitiques des décisions diplomatiques du capitaine du Voyager sont aussi discutées.